# Bjørn Maars Johnsen
Bjørn Maars Johnsen (New York, 6 november 1991) is een Amerikaans-Noors voetballer die doorgaans als spits speelt. Johnsen debuteerde in 2017 in het Noors voetbalelftal.

## Carrière

### Jeugd
Bjørn Johnsen speelde voor verschillende clubs op lagere niveaus in Noorwegen, Spanje en Portugal.

### Bulgarije en Schotland
In 2015 vertrok hij naar Litex Lovetsj, waarmee hij in de Europa League speelde. Via het Schotse Heart of Midlothian FC kwam hij in 2017 bij ADO Den Haag terecht.

### ADO Den Haag
Bij ADO Den Haag tekende hij een contract voor 3 jaar. Hij werd met negentien doelpunten clubtopscorer bij ADO en op Alireza Jahanbakhsh van AZ na scoorde hij de meeste goals van de competitie. Daardoor ontstond in de Eredivisie veel interesse voor hem.

### AZ
In 2018 vertrok hij van ADO Den Haag naar AZ, waar hij een contract tot medio 2022 tekende. Hij scoorde tijdens zijn debuut in de eerste speelronde zijn eerste goal van de club als invaller in de met 5-0 gewonnen thuiswedstrijd tegen NAC Breda. Tijdens het seizoen 2019/20 verhuurde AZ Johnsen tot het einde van 2019 aan Rosenborg BK.

### Ulsan Hyundai en CF Montréal
Direct daarna verkocht AZ Johnsen aan Ulsan Hyundai FC. Daar tekende hij een contract tot eind 2022. Met zijn club won hij de AFC Champions League 2020. In februari 2021 ging hij naar CF Montréal in de Major League Soccer.

## Clubstatistieken
| Seizoen        | Club                | Competitie          | Competitie | Competitie | Beker | Beker | Internationaal | Internationaal | Overig | Overig | Totaal | Totaal |
| Seizoen        | Club                | Competitie          | Wed.       | Dlp.       | Wed.  | Dlp.  | Wed.           | Dlp.           | Wed.   | Dlp.   | Wed.   | Dlp.   |
| -------------- | ------------------- | ------------------- | ---------- | ---------- | ----- | ----- | -------------- | -------------- | ------ | ------ | ------ | ------ |
| 2011           | → Kjelsås IL        | 2. Divisjon         | 4          | 0          | 0     | 0     | –              | –              | –      | –      | 4      | 0      |
| 2011           | → FK Tønsberg       | 2. Divisjon         | 10         | 3          | 0     | 0     | –              | –              | –      | –      | 10     | 3      |
| 2011/12        | CD Úbeda Viva       | Primera Andaluza    | 3          | 0          | 0     | 0     | –              | –              | –      | –      | 3      | 0      |
| 2011/12        | Antequera           | Tercera División    | 13         | 3          | 0     | 0     | –              | –              | –      | –      | 13     | 3      |
| 2012/13        | CD Atlético         | Segunda División    | 10         | 0          | 1     | 0     | –              | –              | –      | –      | 11     | 0      |
| 2013/14        | Louletano           | Campeonato          | 28         | 10         | 0     | 0     | –              | –              | 0      | 0      | 28     | 10     |
| 2014/15        | Atlético Clube      | Segunda Liga        | 27         | 14         | 0     | 0     | –              | –              | 4      | 2      | 31     | 16     |
| 2014/15        | Litex Lovetsj       | A Grupa             | 13         | 6          | 2     | 0     | 0              | 0              | –      | –      | 15     | 6      |
| 2015/16        | Litex Lovetsj       | A Grupa             | 20         | 6          | 4     | 1     | 2              | 2              | –      | –      | 26     | 9      |
| 2015/16        | Litex Lovetsj II    | B Grupa             | 6          | 5          | –     | –     | –              | –              | –      | –      | 6      | 5      |
| 2016/17        | Heart of Midlothian | Premiership         | 34         | 5          | 3     | 1     | 0              | 0              | 0      | 0      | 37     | 6      |
| 2017/18        | ADO Den Haag        | Eredivisie          | 34         | 19         | 1     | 0     | –              | –              | 2      | 0      | 37     | 19     |
| 2018/19        | AZ                  | Eredivisie          | 22         | 6          | 3     | 1     | 0              | 0              | –      | –      | 25     | 7      |
| 2019/20        | AZ                  | Eredivisie          | 0          | 0          | 0     | 0     | 1              | 0              | –      | –      | 1      | 0      |
| 2019           | → Rosenborg BK      | Eliteserien         | 11         | 5          | 0     | 0     | 5              | 1              | –      | –      | 16     | 6      |
| 2020           | Ulsan Hyundai FC    | K League 1          | 18         | 5          | 4     | 1     | 9              | 5              | –      | –      | 31     | 11     |
| 2021           | CF Montréal         | Major League Soccer | 13         | 2          | 0     | 0     | 0              | 0              | –      | –      | 13     | 2      |
| Carrièretotaal | Carrièretotaal      | Carrièretotaal      | 266        | 89         | 18    | 4     | 17             | 8              | 6      | 2      | 307    | 103    |

## Internationaal
In 2017 debuteerde Johnsen voor het Noorse voetbalelftal, in de met 1-1 gelijkgespeelde wk-kwalificatiewedstrijd tegen Tsjechië. Hij scoorde zijn eerste doelpunt voor Noorwegen op 2 juni 2018, in de met 2-3 gewonnen vriendschappelijke wedstrijd tegen IJsland.

## Interlands
| Interlands van Bjørn Johnsen voor Noorwegen | Interlands van Bjørn Johnsen voor Noorwegen | Interlands van Bjørn Johnsen voor Noorwegen | Interlands van Bjørn Johnsen voor Noorwegen | Interlands van Bjørn Johnsen voor Noorwegen | Interlands van Bjørn Johnsen voor Noorwegen |
| №                                           | Datum                                       | Wedstrijd                                   | Uitslag                                     | Soort wedstrijd                             | Doelpunten                                  |
| Als speler bij Heart of Midlothian FC       | Als speler bij Heart of Midlothian FC       | Als speler bij Heart of Midlothian FC       | Als speler bij Heart of Midlothian FC       | Als speler bij Heart of Midlothian FC       | Als speler bij Heart of Midlothian FC       |
| ------------------------------------------- | ------------------------------------------- | ------------------------------------------- | ------------------------------------------- | ------------------------------------------- | ------------------------------------------- |
| 1.                                          | 10 juni 2017                                | Noorwegen - Tsjechië                        | 1 – 1                                       | WK Kwalificatie 2018                        | 0                                           |
| 2.                                          | 13 juni 2017                                | Noorwegen - Zweden                          | 1 − 1                                       | Vriendschappelijk                           | 0                                           |
| Als speler bij ADO Den Haag                 |                                             |                                             |                                             |                                             |                                             |
| 3.                                          | 23 maart 2018                               | Noorwegen - Australië                       | 4 − 1                                       | Vriendschappelijk                           | 0                                           |
| 4.                                          | 26 maart 2018                               | Albanië - Noorwegen                         | 0 − 1                                       | Vriendschappelijk                           | 0                                           |
| 5.                                          | 2 juni 2018                                 | IJsland - Noorwegen                         | 2 − 3                                       | Vriendschappelijk                           | 1                                           |
| 6.                                          | 6 juni 2018                                 | Noorwegen - Panama                          | 1 − 0                                       | Vriendschappelijk                           | 0                                           |
| Als speler bij AZ                           |                                             |                                             |                                             |                                             |                                             |
| 7.                                          | 6 september 2018                            | Noorwegen - Cyprus                          | 2 − 0                                       | UEFA Nations League                         | 0                                           |
| 8.                                          | 9 september 2018                            | Bulgarije - Noorwegen                       | 1 − 0                                       | UEFA Nations League                         | 0                                           |
| 9.                                          | 13 oktober 2018                             | Noorwegen - Slovenië                        | 1 − 0                                       | UEFA Nations League                         | 0                                           |
| 10.                                         | 16 november 2018                            | Slovenië - Noorwegen                        | 1 − 1                                       | UEFA Nations League                         | 1                                           |
| 11.                                         | 23 maart 2019                               | Spanje - Noorwegen                          | 2 − 1                                       | EK kwalificatie 2020                        | 0                                           |
| 12.                                         | 26 maart 2019                               | Noorwegen - Zweden                          | 3 − 3                                       | EK kwalificatie 2020                        | 1                                           |
| 13.                                         | 10 juni 2019                                | Faeröer - Noorwegen                         | 0 − 2                                       | EK kwalificatie 2020                        | 2                                           |
| Als speler bij Rosenborg BK                 |                                             |                                             |                                             |                                             |                                             |
| 14.                                         | 5 september 2019                            | Noorwegen - Malta                           | 2 − 0                                       | EK kwalificatie 2020                        | 0                                           |
| 15.                                         | 12 oktober 2019                             | Noorwegen - Spanje                          | 1 − 1                                       | EK kwalificatie 2020                        | 0                                           |
| 16.                                         | 15 oktober 2019                             | Roemenië - Noorwegen                        | 1 − 1                                       | EK kwalificatie 2020                        | 0                                           |

## Persoonlijk
Johnsen heeft een Noorse vader en een Amerikaanse moeder.